# Diospilus helveticus
Diospilus helveticus är en stekelart som beskrevs av Papp 1998. Diospilus helveticus ingår i släktet Diospilus och familjen bracksteklar. Inga underarter finns listade i Catalogue of Life.